# Stato maggiore della difesa
Lo stato maggiore della difesa, indicato con l'acronimo SMD, è un organo delle forze armate italiane che fa parte dell'area tecnico-operativa del Ministero della difesa ed è rappresentato dal capo di stato maggiore della difesa e dal suo personale.
Il suo funzionamento è regolato dall'art. 27 del decreto legislativo 15 marzo 2010, n. 66 Codice dell'ordinamento militare.

## Attività e funzioni
Lo stato maggiore della difesa redige in bozza le linee guida della difesa italiana, le sottopone all'approvazione del capo di stato maggiore della difesa e, successivamente, controlla che esse vengano correttamente attuate dagli stati maggiori delle varie forze armate, gestendo le informazioni di ritorno. Il Sottocapo di Stato maggiore della difesa, alle dirette dipendenze del capo di stato maggiore, è il capo dello staff e da lui dipendono i reparti.
Rappresenta l'interfaccia nazionale per le varie organizzazioni internazionali (Nazioni Unite, NATO, Unione europea, ecc.) per le problematiche di argomento militare. Attua la trasformazione dello strumento militare italiano proiettando la sua attività negli anni a venire, mediante il continuo monitoraggio del contesto geopolitico globale e l'analisi strategica delle problematiche di maggior rilievo.
Predispone inoltre i testi degli accordi internazionali militari di livello strategico. Ne fanno parte ufficiali, sottufficiali e graduati appositamente selezionati dalle forze armate di appartenenza, con un curriculum di formazione (militare e civile, a livello post-universitario per gli ufficiali) e di esperienza (sia in ambito operativo che presso gli Stati Maggiori di Forza Armata) tale da consentire loro di operare in contesti anche internazionali caratterizzati da elevatissimo tecnicismo politico - diplomatico e multilinguismo. Dello SMD fanno parte anche alcuni civili divisi in funzionari e assistenti.

## Ordinamento
È organizzato in reparti/uffici generali, uffici e sezioni.
Alle dirette dipendenze del Capo di stato maggiore della difesa
- Ufficio generale del Capo di stato maggiore della difesa
- Comando operativo di vertice interforze (COVI)
- Comando per le operazioni in Rete (COR)
- Comando interforze per le operazioni delle forze speciali (COFS)
- Comando per le operazioni spaziali (COS)
- Centro Alti Studi per la Difesa (CASD)
- Raggruppamento autonomo della difesa (RAMDIFE)
  - Comandante del Ramdife
  - Sottufficiale di Corpo
  - Reparti di supporto
- Circolo ufficiali delle forze armate (CUFA)
- Sottocapo di Stato maggiore della difesa
  - Ufficio generale pianificazione programmazione e bilancio (UGPPB)
  - Ufficio generale affari giuridici (UGAG)
  - Ispettorato generale della sanità militare (IGESAN)
  - I Reparto - Personale
  - II Reparto - Informazioni e sicurezza
  - III Reparto - Politica militare e pianificazione
    - Ufficio generale innovazione della difesa

  - IV Reparto - Logistica e infrastrutture
  - V Reparto - Affari generali

## Sede
Ha avuto sede fino al 2017 a Palazzo Caprara, in via XX settembre a Roma, quando è stato trasferito nell'adiacente Palazzo Esercito.

## Onorificenze
Lo Stato maggiore della difesa è insignito di: